# Ptyssiglottis glandulifera
Ptyssiglottis glandulifera är en akantusväxtart som beskrevs av B. Hansen. Ptyssiglottis glandulifera ingår i släktet Ptyssiglottis och familjen akantusväxter. Inga underarter finns listade i Catalogue of Life.